# Język dżerma
Język dżerma (zarma) – język z rodziny nilo-saharyjskiej z południowej gałęzi języków songhaj, jeden z ważniejszych języków Nigru, używany przez ponad 2 mln ludzi, głównie w południowo-zachodniej części kraju, a także w stolicy Niameyu. W Nigrze posiada status jednego z języków urzędowych, nauczany jest w szkołach. Istnieją stacje radiowe i telewizyjne w języku dżerma.
Język ten używany jest także przez nieliczne grupy ludności w Burkina Faso (ok. 600 osób – stan: 1987 r.), w Mali i Nigerii (ok. 88 tys. osób – stan z 2000 r.).